# Chlorodrepana aequisecta
Chlorodrepana aequisecta là một loài bướm đêm trong họ Geometridae.